# 聖豪爾赫 (里瓦斯省)

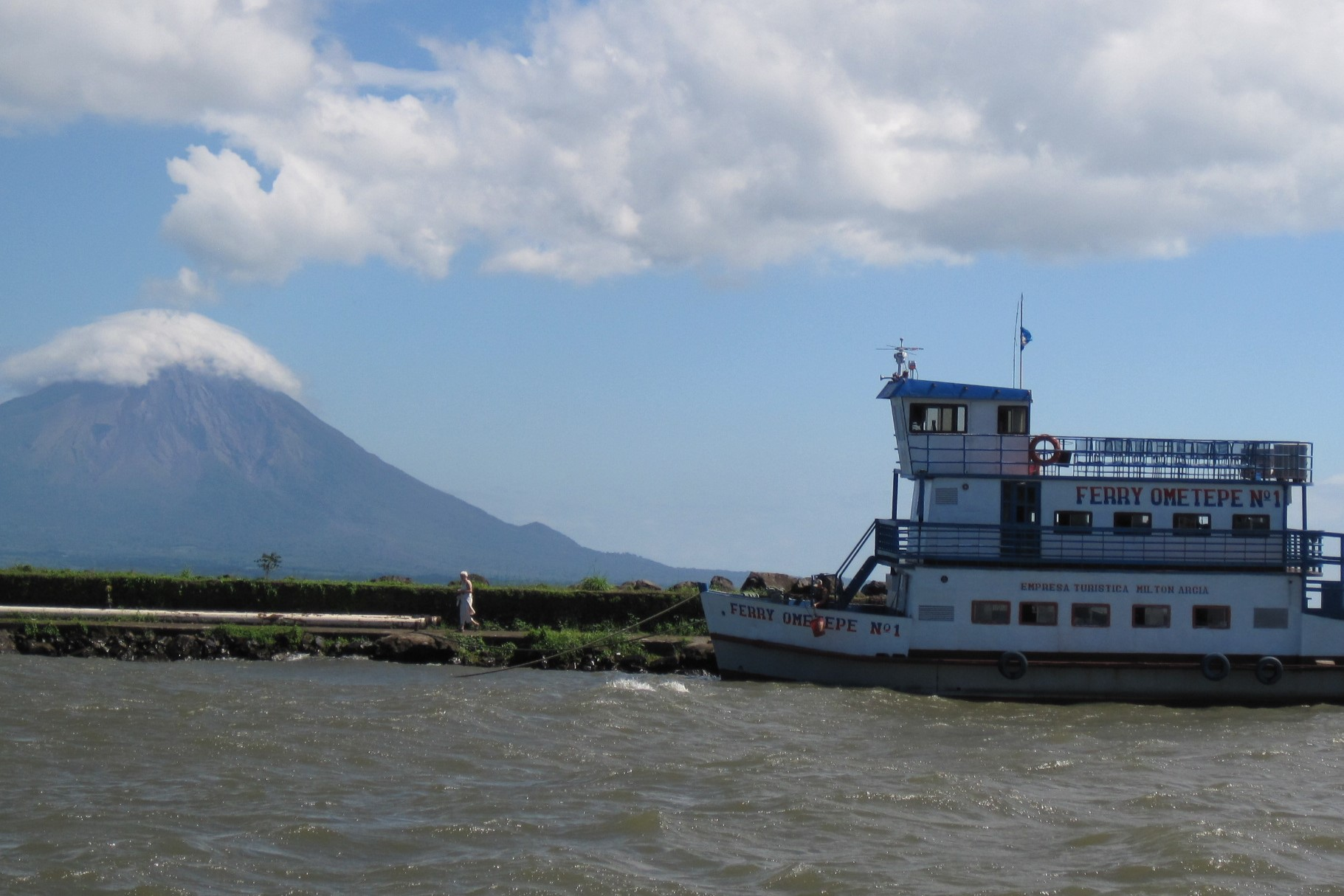
聖豪爾赫

聖豪爾赫（西班牙語：San Jorge），是尼加拉瓜的城鎮，位於該國西南部，由里瓦斯省負責管轄，始建於1852年，面積25平方公里，海拔高度39米，2005年人口8,024，人口密度每平方公里320.96人。
11°27′N 85°48′W / 11.450°N 85.800°W